# L'aquila/Devo assolutamente sapere
L'aquila/Devo assolutamente sapere è un singolo del cantautore italiano Bruno Lauzi, pubblicato dalla Numero Uno (catalogo ZN 50133) nel 1971.
Entrambi i brani anticipano il doppio album Amore caro, amore bello, che uscirà a dicembre dello stesso anno.

## I brani

### L'aquila
L'aquila, presente sul lato A del disco, è il brano scritto da Mogol (testo) e Lucio Battisti (musica). Verrà registrato l'anno seguente dallo stesso Battisti (nell'album Il mio canto libero) e, nel 1975, da Mina (in Minacantalucio).

#### Riassunto del testo
È un testo di dubbi sull'evoluzione di un amore ("ho bisogno / di qualche cosa in più / che non puoi darmi tu", "mostravi a me / la tua bandiera d'amore / che amore poi non è / e mi dicevi che / io dovrei cambiare / per diventare come te"), sull'esistenza ("cosa son io non so / ma un'auto che va / basta già a farmi chiedere se / io vivo") e sulla libertà ("ma come un'aquila può / diventare aquilone? / che sia legata oppure no / non sarà mai di cartone, no") in linea con il mood del singolo.

### Devo assolutamente sapere
Devo assolutamente sapere, presente sul lato B del disco, è il brano scritto interamente da Bruno Lauzi.

## Tracce

### Lato A
1. L'aquila – 4:53 (testo: Mogol – musica: Lucio Battisti; edizioni musicali Acqua Azzurra)

### Lato B
1. Devo assolutamente sapere – 3:53 (Bruno Lauzi; edizioni musicali Universale)